# Bantu
Bantu (plural av mu-ntu, 'människa') är en grupp av folk som är bosatt söder om ekvatorn i Afrika. Antalet människor som tillhör bantufolket varierar stort, från 60 miljoner (2010) till mellan 85 och 300 miljoner människor (2023). Alla bantufolk talar besläktade språk, bantuspråk, och gruppen är alltså först och främst språkligt definierad.

## Indelning
Bantu kan delas in i tre huvudgrupper: de östliga bantu mellan Uganda och Zambezifloden, de sydliga bantu i Sydafrika och de västliga bantu i västra Centralafrika.

### Östliga bantufolk
Från den östliga gruppen kan nämnas folken ganda, karagwe, kikuyu, nyanja och yao. I traditionell ekonomi och samhälle intar boskapshållning en central plats; boskap utgör framför allt en statussymbol, medan jordbruk är den viktigaste näringen. Under de senaste decennierna har odlingen av jordbruksprodukter till försäljning (kaffe, bomull m.m.) fått stor betydelse.

### Sydliga bantufolk
Bland folken i den sydliga gruppen kan nämnas zulu, xhosa, swazi, tswana, shona och herero. Också här är huvudnäringen jordbruk, och boskapshållning intar en liknande plats i ekonomin som hos de östliga bantu. I modern tid har lönearbete, särskilt i de vitas jordbruk, industri och gruvdrift, blivit allt mer omfattande, så att upp till 75 % av de arbetsföra männen kan arbeta utanför sina hemorter.

### Västliga bantufolk
Till de västliga bantu hör folken i den södra delen av Kongo-Kinshasa och Angola; luba, Kuba, lunda, med flera, samt de flesta folkgrupperna i norra Kongo-Kinshasa och Gabon; teke, fang, nkundo, bangala och andra. I det här området är boskapshållning omöjlig på grund av sömnsjuka, och de västliga bantufolken har därför varit mer ensidigt hänvisade till jordbruk och jakt.

## Historia
De språkliga likheterna över hela bantuområdet tyder på att bantufolken har spritt sig söderut över kontinenten i relativt sen tid. Expansionens början är svår att tidsbestämma, men de flesta forskare räknar med att den måste ha ägt rum vid början av vår tideräkning, och att bantufolken trängde undan och till viss del absorberade den tidigare befolkningen av sanfolk, pygméer och andra, nu försvunna folkgrupper. Bantufolkens spridning tycks ha sammanfallit med järnålderns intåg i Afrika, och med att nya nyttoväxter började odlas, såsom olika banansorter och tidigare okända rotfrukter av sydostasiatiskt ursprung. På detta sätt blev urskogarna odlingsbara jordbruksområden och var inte längre obeboeliga för åkerbrukande folk. Bantufolkens vandring söderut har pågått i flera vågor; i Sydafrika hejdades vidare expansion av de vita kolonisterna på 1600-talet.